# Comuna Meakotî, Izeaslav
Meakotî (în ucraineană М'якоти) este o comună în raionul Izeaslav, regiunea Hmelnîțkîi, Ucraina, formată din satele Dobrîn, Mala Radohoșci, Meakotî (reședința), Velîka Radohoșci și Zakrînîcine.

## Demografie
Componența lingvistică a comunei Meakotî
     Ucraineană (99,49%)
     Alte limbi (0,51%)
Conform recensământului din 2001, majoritatea populației comunei Meakotî era vorbitoare de ucraineană (99,49%), existând în minoritate și vorbitori de alte limbi.